# Rede Ferroviária Federal

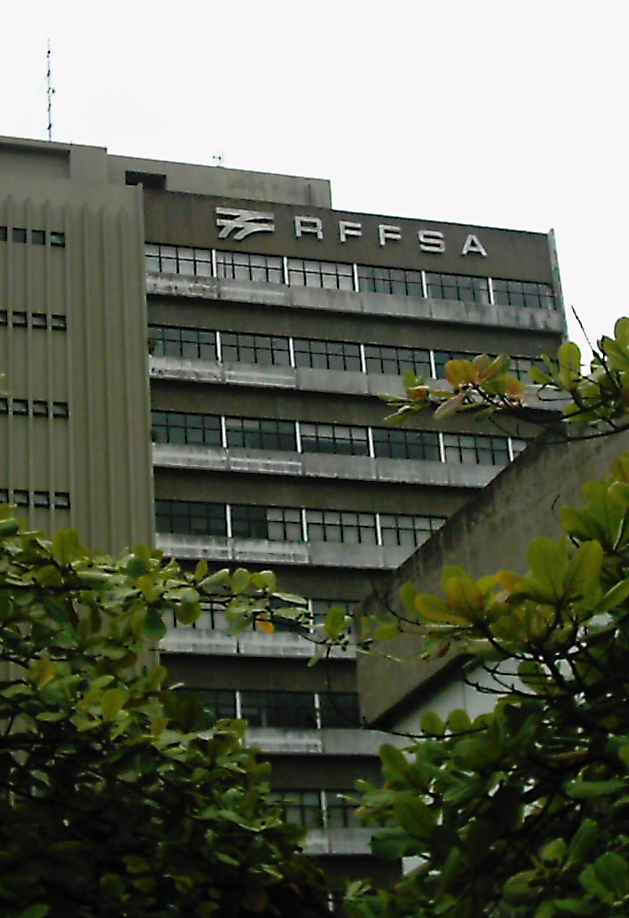
Antigua sede de la RFFSA en la ciudad de Juiz de Fora.

La Red Ferroviaria Federal Sociedad Anónima (RFFSA) fue una empresa estatal Brasileña de transporte ferroviario que cubría buena parte del territorio brasileño y tenía su sede en la ciudad de Juiz de Fora-MG.

## Historia
Creada en 1950 mediante autorización de la Ley N.º 3.115, del 16 de marzo del 1950, y disuelta de acuerdo con lo establecido en el Decreto N.º 3.277, del 7 de diciembre de 1999, modificado por el Decreto N.º 4.109, del 30 de enero de 2002, por el Decreto N.º 4.839, del 12 de septiembre de 2003, y por el Decreto N.º 5.103, del 11 de junio de 2004, reunía 18 ferrovías regionales, y tenía como fin promover y generar el desarrollo del sector de transportes ferroviarios. Sus servicios se extendieron por 40 años antes de su desestatización, promovida por el entonces presidente Fernando Henrique Cardoso, operando en cuatro de las cinco regiones brasileñas, en 19 estados de la federación.
La RFFSA existió por 50 años y 76 días, siendo oficialmente extinta por fuerza de la Medida Provisoria N.º 353, del 22 de enero de 2007, convertida en la Ley Federal N° 11.483, del 31 de mayo de 2007.

### Ferrovías integrantes
La Red Ferroviaria Federal fue formada por la unión del acervo patrimonial de las siguientes empresas:
- Estrada de Ferro Madeira-Mamoré
- Estrada de Ferro de Bragança
- Ferrovia São Luiz-Teresina
- Estrada de Ferro Central do Piauí
- Rede de Viação Cearense
- Estrada de Ferro Mossoró-Sousa
- Estrada de Ferro Sampaio Correia
- Rede Ferroviária do Nordeste
- Viação Férrea Federal do Leste Brasileiro
- Estrada de Ferro Bahia-Minas
- Estrada de Ferro Leopoldina
- Estrada de Ferro Central do Brasil
- Rede Mineira de Viação
- Estrada de Ferro Goiás
- Estrada de Ferro Santos a Jundiaí
- Estrada de Ferro Noroeste do Brasil
- Rede de Viação Paraná-Santa Catarina
- Estrada de Ferro Dona Teresa Cristina

La Estrada de Ferro Santa Catarina y la Viação Férrea do Rio Grande do Sul se encontraban arrendadas a los gobiernos de los respectivos Estados, de la época. Otras ferrovías del Gobierno Federal continuarían sobre régimen especial de administración: la Estrada de Ferro Ilhéus y la Estrada de Ferro Tocantins.

### Malla Paulista
En 1998, la RFFSA, ya en fase de liquidación, incorporó a la Ferrovía Paulista S.A. - FEPASA, a lo que le siguió, en diciembre de ese año, la privatización de aquella malla.

### Privatización y liquidación
La privatización fue una de las alternativas para reanudar las inversiones en la industria del ferrocarril, lo que en la práctica nunca sucedió. Fue la mayor expropiación de patrimonio público jamás visto en Brasil, ya que muchas estaciones, locomotoras y vagones fueron abandonados totalmente y equipos ferroviarios vendidos ilegalmente por los concesionarios. El gobierno de Fernando Henrique Cardoso concedió líneas públicas para que la iniciativa privada pudiese operar el transporte de carga. Sin embargo, los concesionarios no estaban interesados en el transporte de pasajeros, que fue casi completamente abolido en el Brasil.
La liquidación fue iniciada el 17 de diciembre de 1999, por determinación de Asamblea General de Accionistas, siendo finalmente extinta por la Ley Federal N.º 11.483 del 31 de mayo del 2007 ya en el gobierno de Lula.
Está en proceso de privatización, siendo la transferencia de la malla existente (22.000 km de líneas - 1996 - correspondiente al 73% del total nacional) al sector privado, entre 1996 y 1998, dando lugar a ingresos para el gobierno federal del orden de R$ 1,764,000,000.
En 1998, la RFFSA incorporó a la Ferrovía Paulista SA-FEPASA, a lo que se siguió, en diciembre de ese año, la privatización de dicha malla.
La concesión de 30 años estableció objetivos para aumentar el volumen transportado, la modernización y expansión del sistema. Los nuevos operadores deberían invertir R$ 3,800,000,000 durante el tiempo de validez del contrato.
El objetivo final de pasar al sector privado era poner fin a los cuellos de botella en la infraestructura del sector ferroviario en el país, debido a la falta de capacidad de inversión del Estado en esa época.

## El sistema SIGO en la RFFSA
El SIGO fue un sistema implementado en 1983 para estandarizar la numeración de los vehículos ferroviarios en Brasil. El sistema funciona con seis números, un dígito para confirmar los números anteriores (dígito de control) y una letra, esta para informar la localidad.
En las locomotoras, los dos primeros números están ocultos y solo se utilizan en los documentos. Ejemplo: 905120-1F, 90 representa: Locomotora RFFSA, 5120: Número de la locomotora, -1 es la cifra que verifica los 6 números anteriores, y la letra F es de donde el vehículo es asignado.
| Número    | Tipo de Locomotora                     |
| --------- | -------------------------------------- |
| 0001-0100 | Vapor de ancho de vía 0,76 m           |
| 0101-0400 | Vapor de ancho de vía 1,00 m           |
| 0401-0500 | Vapor de ancho de vía 1,60 m           |
| 0401-0500 | Diesel diversos de ancho de vía 1,00 m |
| 0751-1000 | Diesel diversos de ancho de vía 1,60 m |
| 2001-3000 | Diesel GE de ancho de vía 1,00 m       |
| 3001-4000 | Diesel GE de ancho de vía 1,60 m       |
| 4001-5000 | Diesel GM de ancho de vía 1,00 m       |
| 5001-6000 | Diesel GM de ancho de vía 1,60 m       |
| 6001-7000 | Diesel ALCO de ancho de vía 1,00 m     |
| 7001-8000 | Diesel ALCO de ancho de vía 1,60 m     |
| 8001-9000 | Eléctrica de ancho de vía 1,00 m       |
| 9001-9999 | Eléctrica de ancho de vía 1,60 m       |

## Curiosidades
Los dos gaúchos hermanos Kleiton y Kledir dieron honores a la Rede Ferroviária Federal citando la estatal en la canción "Maria Fumaça", composición grabada en 1980 para el Festival de Música de la TV Tupí (en un los últimos momentos de la histórica emisora, abierta todavía ese año), que se convirtió en un gran éxito durante el evento. La canción fue incluida más tarde en el LP de debut, que lleva el nombre del dúo, también lanzado en 1980.

## Concesionarias ferroviarias en Brasil hoy
- Transnordestina Logística S.A - ex- CFN
- Ferrovia Centro-Atlântica S.A. - FCA
- MRS Logística S.A.
- Ferroban – Ferrovias Bandeirantes → incorporada por la ALL
- Ferrovia Novoeste S.A. → incorporada por la ALL
- Grupo Brasil Ferrovias S.A.→ incorporada por la ALL
- América Latina Logística S.A. - ALL (ex- Ferrovia Sul Atlântico)
- Ferrovia Teresa Cristina S.A. - FTC

## Entidades conservacionistas de la memoria ferroviaria
- Asociación Brasileña de Preservación Ferroviaria - ABPF